# Kohautia huillensis
Kohautia huillensis är en måreväxtart som beskrevs av Cornelis Eliza Bertus Bremekamp. Kohautia huillensis ingår i släktet Kohautia och familjen måreväxter.
Artens utbredningsområde är Angola. Inga underarter finns listade i Catalogue of Life.